# Unga Dramaten
Unga Dramaten är barn- och ungdomsverksamheten vid Kungliga Dramatiska Teatern i Stockholm. Unga Dramaten arbetar med såväl nyskriven svensk dramatik som klassiker och sagor i nytolkning.

## Om Dramatens teater för unga
Barnteater – i form av klassiska sagospel – har det emellanåt spelats på Dramaten under långa tider. Då Ingmar Bergman tillträdde som chef för Dramaten 1963 inrättade han en speciell scen för teater för unga på närliggande Chinateatern under några år vid mitten av 1960-talet, varefter verksamheten åter uppgick i repertoaren på övriga scenerna. Det skulle dock dröja länge innan en särskild avdelning för barn- och ungdomsteater skapades mer permanent 1992 med egen chef etc i form av Unga Dramaten. 
Våren 2004 blev Agneta Ehrensvärd ny konstnärlig ledare för Unga Dramaten, och tog över scenen Lejonkulan i Dramatens byggnad. Hösten 2009 flyttade Unga Dramaten in på en egen scen, Elverket vid Linnégatan 69 på Östermalm, i före detta elektricitetsverket Östermalmsstationens lokaler. Därigenom fick Dramatens barn- och ungdomsutbud större utrymme. I början av 2015 återflyttade ensemblen dock till det stora Dramaten-huset med scenerna Målarsalen och Tornrummet som sina nya hemmascener och Elverket övergick till Dramatens normala blandade repertoar.
Unga Dramaten tilldelades 2008 års svenska barnteaterpris Prix d'Assitej för sitt arbete med att föra fram nya pjäser för barn och unga i en trygg arbetsmiljö.
2016 blev Ada Berger konstnärlig ledare för Unga Dramaten. 2023 blev Carl Johan Karlson konstnärlig ledare för Unga Dramaten. 

## Föreställningar (I urval)
- 2025 - Jefferson - Emma Broström, Olle Törnqvist
- 2024 - Kattpromenaden - Sara Lundberg, Emily Maggorrian
- 2024 - Or-Lan-Do - Ninna Tersman, Nora Nilsson
- 2024 - Frankas Monster - Carl Johan Karlson, Emelie Östergren
- 2024 - Tween spirit - Lisa Färnström
- 2023 - Flickor som försvinner - Malin Axelsson
- 2023 - Fruktansvärda Fantasier - Tove Sahlin
- 2023 - Den första rumpan - Amanda Apetrea, Lisen Rosell, Daniel Åkerström Steen, Chrisander Brun
- 2023 - Lillan och Tjorvens lilla teaterguidning - Per Öhagen och Razmus Nyström
- 2023 - Raised on rythm - av Niki Tsappos
- 2023 - De livrädda - Marall Nasiri och Talajeh Nasiri
- 2012 - Titta livet! - en lek av Lucas Svensson efter Barbro Lindgren
- 2012 - Rövare av Friedrich Schiller
- 2012 - Madame Bovary av Tine Rahel Völcker efter Gustave Flaubert
- 2012 - Säg att du är hungrig av Kajsa Giertz och Irena Kraus
- 2011 - Mira går genom rummen av Martina Montelius
- 2011 - Älvsborgsbron av Johanna Emanuelsson
- 2011 - John och svamparna av John Cage, Torsten Ekbom, Leif Nylén och Johan Petri
- 2011 - En egen ö av Laura Ruohonen
- 2010 - Den lilla sjöjungfrun av Steinmo/Giertz efter H.C. Andersen
- 2010 - Lilla Stormen av Kristian Hallberg efter William Shakespeare
- 2010 - Inferno av Peter Weiss
- 2010 - Hjärtats beatbox av Danilo Bejarano, Maurits Elvingsson, Janna Granström, Hamadi Khemiri, Irena Kraus, Nina Wester och Daniel Åkerström-Steen
- 2010 - Citizenship av Mark Ravenhill
- 2008 - Den tatuerade mamman av Jacqueline Wilson/Irena Kraus/Malin Stenberg
- 2007 - H20+NaCl+Au=LOVE! av Cristina Gottfridsson
- 2007 - Drömström och Rundlund av Martina Montelius
- 2007 - Anna Larssons hemliga dagbok av Petter Lidbeck
- 2006 - Har du hört att Gösta har bitit i gräset? av Lucas Svensson fritt efter Pernilla Stalfelts Dödenboken
- 2006 - Klaus ont Erika av Lucas Svensson
- 2006 - I skuggan av Hamlet av Irena Kraus - Fritt efter William Shakespeare
- 2005 - En framrusande nattav Martina Montelius
- 2005 - Ett hjärtslag bort av Cristina Gottfridsson
- 2005 - Flyktbilen av Anders Duus
- 2004 - Dom älskar mig, dom älskar mig av Daniel Boyacioglu
- 2004 - norway.today av Igor Bauersima
- 2004 - Chanson Suicide med Rikard Wolff
- 2004 - Var man av Greta Sundberg
- 2003 - Inget växer utom Stig (och Molly) av Lucas Svensson
- 2003 - Verandan 15: Ingen rövare finns i skogen av Astrid Lindgren
- 2003 - Ett litet Drömspel av Staffan Westerberg
- 2002 - Verandan 14: Krinoliner, Korsetter och möss i peruken efter en bok av Anna Bråtenius och Anna Bergman
- 2002 - Fallna från månen av Lucas Svensson
- 2002 - Verandan 13: Grodan blir glad av Max Velthuijs
- 2002 - Hjärtecross av Jonna Nordenskiöld
- 2001 - Verandan 12: Häxtävlingen av Eva Ibbotson
- 2001 - Tildas hus av Ellen Lamm efter Faith Jaques
- 2001 - Verandan 11: Lilla Asmodeus av Ulf Stark
- 2001 - Verandan 10: Jättehemligt av Barbro Lindgren
- 2000 - Skattkammarön av Robert Louis Stevenson
- 2000 - Pälsänglar av Jonna Nodernskiöld
- 2000 - Verandan 9: Har du hört att Gösta bitit i gräset av Pernilla Stalfelt
- 2000 - Verandan 8: Listige Todie och Snåle Lajzer av I.B. Singer
- 2000 - Verandan 7: Herr och fru Slusk av Roald Dahl
- 2000 - Skapäng  av Molière
- 1999 - Verandan 6: Sagan om den lilla, lilla gumman av Elsa Beskow
- 1999 - Vildhundarna av Hans Renhäll, regi Eva Molin
- 1999 - Verandan 5: Ett spöke som är för rädd för att skrämmas av Kicki Stridh
- 1999 - Verandan 4: Trollungen som fick önska av Gunilla Borén
- 1999 - Verandan 3: Burkpojken av Christine Nöstlinger
- 1998 - Verandan 2: Snödrottningen av H C Andersen
- 1998 - Häxans dotter av Maj Bylock
- 1998 - Verandan 1: Sagan om Orion av Maj Samzelius
- 1998 - Ängel och den blåa hästen av Ulf Stark
- 1997 - Allrakäraste syster av Astrid Lindgren
- 1997 - Trevalds önskan av Florence Parry Heide
- 1996 - Spöken av Staffan Roos
- 1996 - Kvinnan som gifte sig med en kalkon av Gunilla Boëthius
- 1995 - Katter av Agneta Elers-Jarleman - Lennart Hellsing
- 1994 - Medeas barn av Susanne Osten - Per Lysander
- 1994 - Tobaksladans hemligheter (Svenskt festspel) av August Strindberg
- 1994 - Lille Prinsen av Antoine de Saint-Exupéry
- 1993 - Kan du vissla Johanna av Ulf Stark
- 1993 - Pirater av Lars Forssell
- 1992 - Osynliga vänner av Alan Ayckbourn